# Montañas del Norte de Hungría

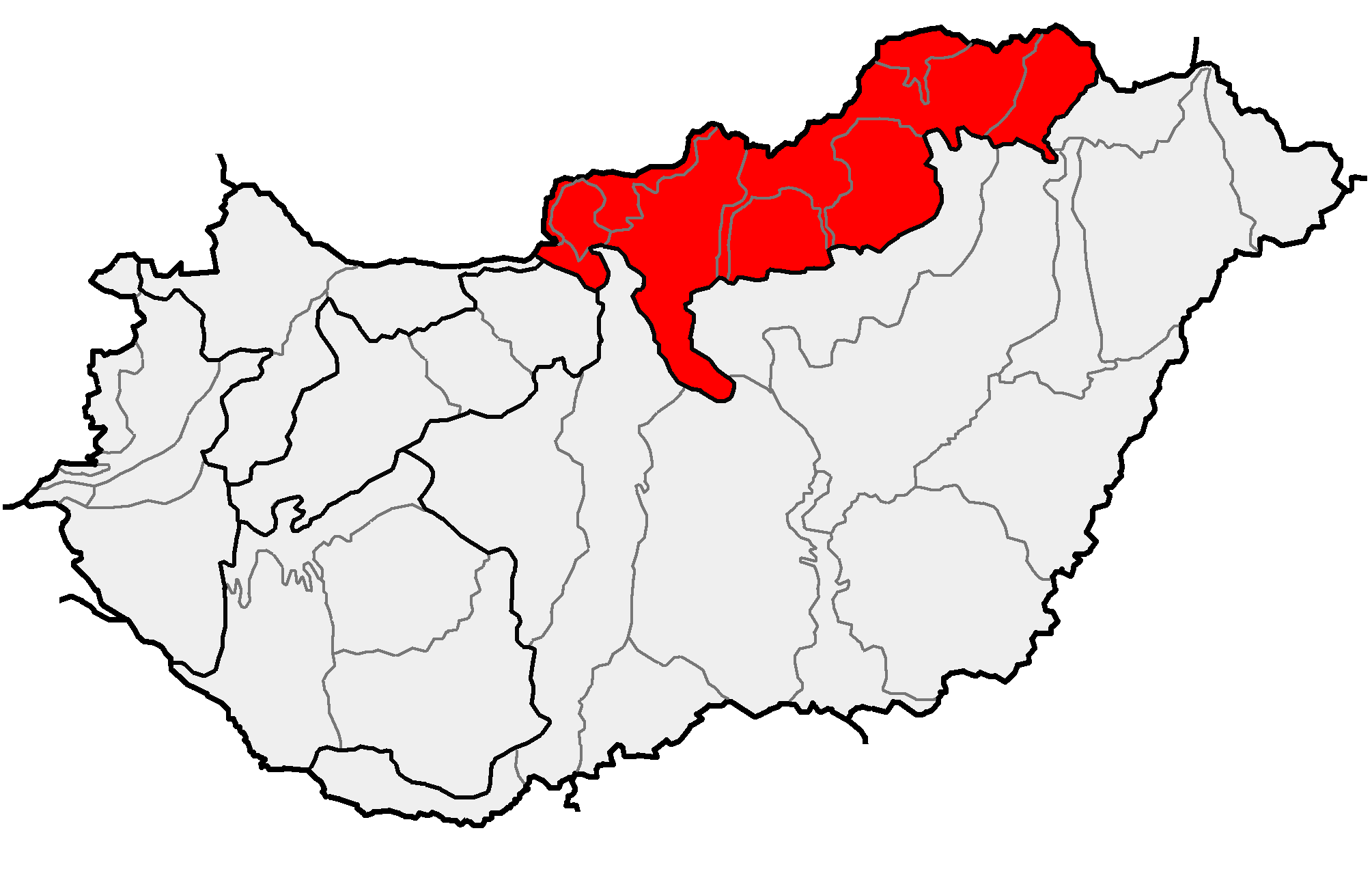
Montañas del norte de Hungría dentro de las subdivisiones físicas de Hungría

Las montañas del Norte de Hungría (a veces también llamadas Montañas del Noreste de Hungría, Montañas del Noreste, Tierras Altas del Norte de Hungría, Montañas Medias del Norte de Hungría o Cordillera del Norte de Hungría, en húngaro: Északi-középhegység) es la parte norteña y montañosa de Hungría. Forma una unidad geográfica con la zona de Mátra-Slanec, las partes adyacentes de Eslovaquia. Es una zona geomorfológica separada dentro de los Cárpatos Occidentales. Las montañas se extienden a lo largo del noreste de Hungría, y junto con las partes orientales de la frontera húngaro-eslovaca en banda ancha desde el Recodo del Danubio hasta la ciudad de Prezov.

## Subdivisiones
El área consta de las unidades geomorfológicas siguientes:
- Börzsöny  (en húngaro: Börzsöny, literalmente: Logwood) + Burda (SK)
- Colinas Gödöllő  (en húngaro: Gödöllői-dombság)
- Cserhát
- Área de Karancs-Medves + Tierras Altas de Cerová (SK)
- Mátra (en húngaro: Mátra)
- Bükk
- Montañas Zemplén o Montañas Tokaj  (en húngaro: Zempléni-hegység, Tokaji-hegység)

Las cordilleras de la zona adyacente de Mátra-Slanec en Eslovaquia:
- Montañas Slanec (en eslovaco: Slanské vrchy)
- Montañas Zemplín  (en eslovaco: Zemplínske vrchy)

## Descripción
Las montañas del Norte de Hungría comienzan con la cordillera de Börzsöny, adyacente al Recodo del Danubio, donde se encuentra con las Montañas Transdanubianas.
La cordillera de Börzsöny tiene una superficie de unos 600 km², y es principalmente de origen volcánico. El pico más alto es el Csóványos (938 m).. 
La siguiente cordillera hacia el este es la Cserhát, con la misma composición geológica que la Börzsöny. La erosión aquí fue más severa: son meras colinas y comprenden la parte más baja de las Montañas del Norte de Hungría. El punto más alto es Naszály (654 m).
Kékes, el pico más alto del país con 1014 metros, se encuentra en la siguiente cordillera, Mátra. Sin embargo, la altura media de la cordillera es de sólo 600 metros, menos que la de la vecina Bükk. Mátra también es de origen volcánico

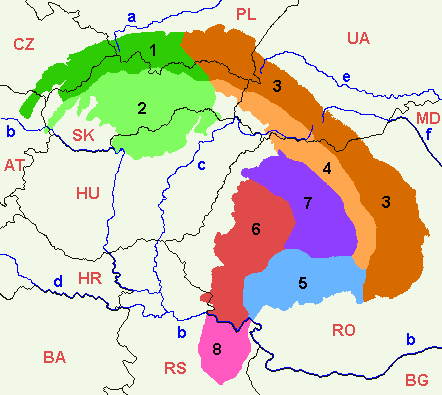
Mapa de los Cárpatos. Las Montañas del Norte de Hungría son las partes más meridionales del territorio resaltadas en verde claro.

La cordillera Bükk es una cordillera de piedra caliza; tiene la mayor altura media de Hungría. Es rica en cuevas, algunas de las cuales fueron habitadas en la antigüedad.
La zona del Karst de Aggtelek es una formación geológica que se extiende a lo largo de la frontera húngaro-eslovaca, y es la razón por la cual las cuevas del Karst de Aggtelek y el Karst eslovaco junto con el parque nacional de Aggtelek en Hungría son Patrimonio de la Humanidad. La cueva más popular de Hungría, la Baradla, se encuentra allí.
Las montañas de Zemplén son también de origen volcánico; la alta calidad del suelo favorece la viticultura.

### Recursos naturales
- lignito
- suelo fértil
- silvicultura
- piedra caliza
- viticultura

### Parques nacionales
- Parque nacional Aggtelek  (establecido en 1985)
- Parque nacional Bükk (establecido en 1976)
- Parque nacional del Danubio-Ipoly  (establecido en 1997)

### Áreas protegidas
- Hollókő (Desde 1977)
- Cserhát del Este (desde 1989)
- Karancs-Medves (Desde 1989)
- Mátra (Desde  1985)
- Tarnavidék (Desde  1993)
- Lázbérc (Desde  1975)
- Tokaj-Bodrogzug (Desde  1986)
- Zemplén (Desde  1984)

## Imágenes

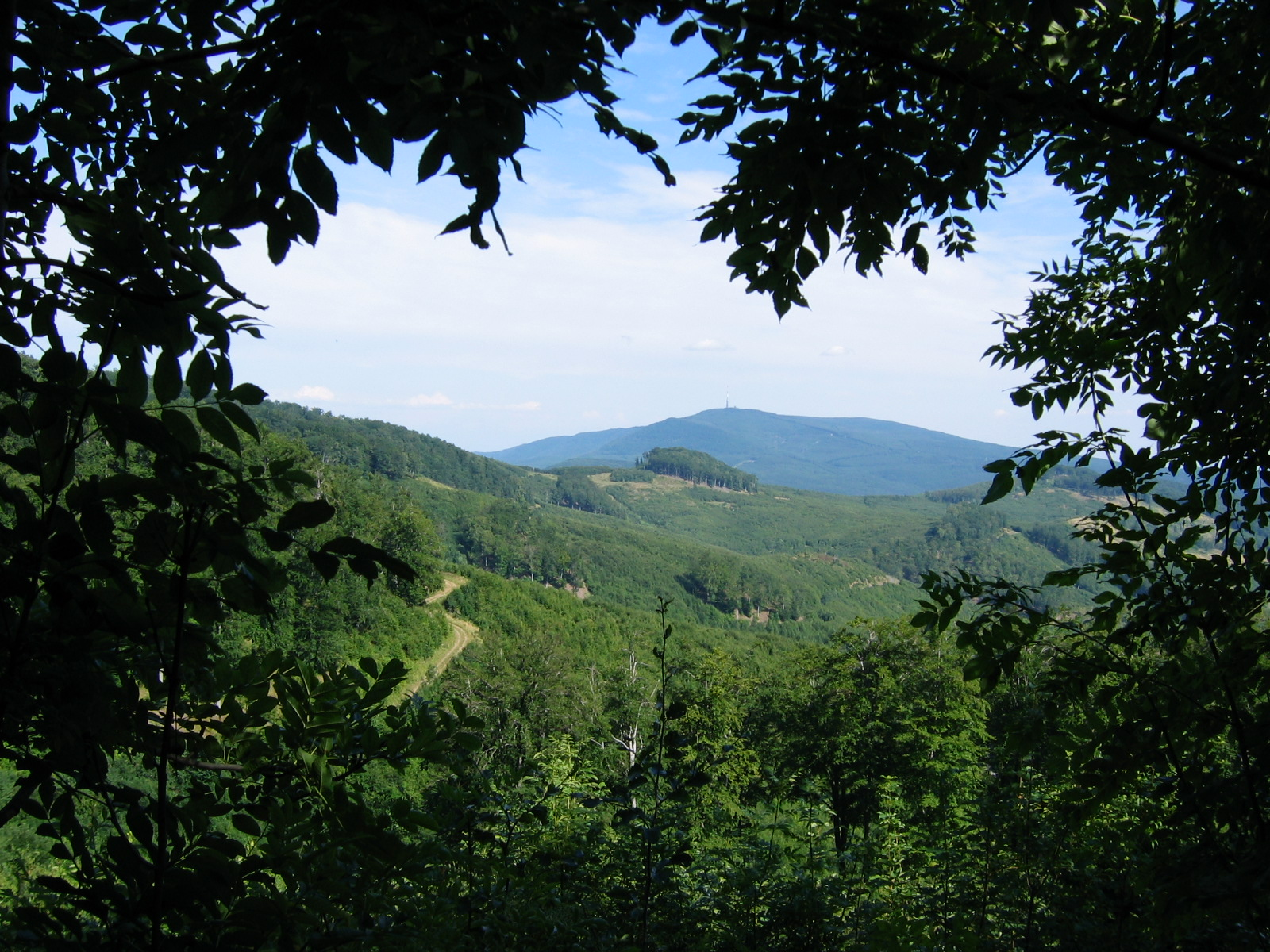
Montañas Mátra
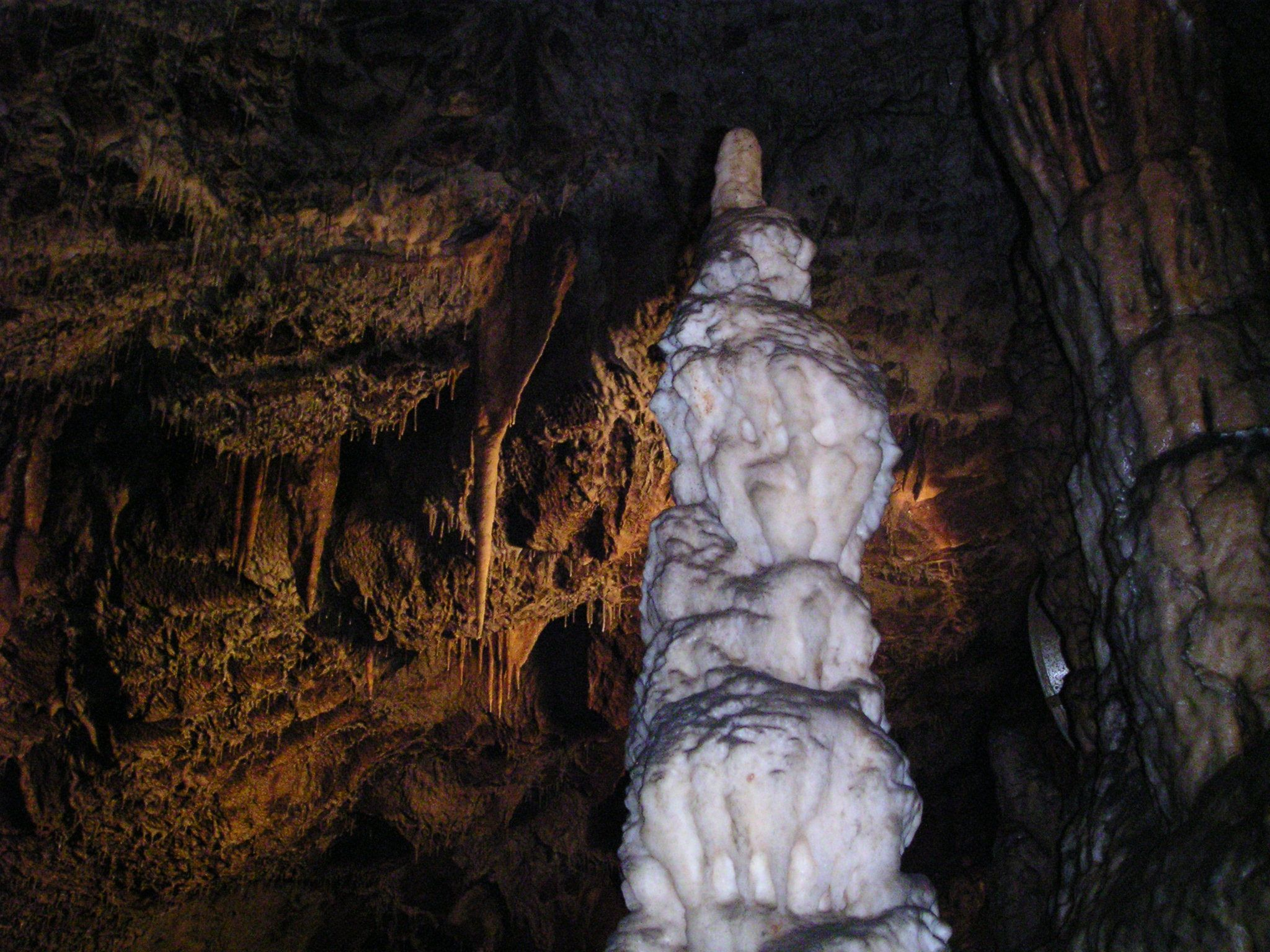
Parque nacional Aggtelek  – cueva Baradla
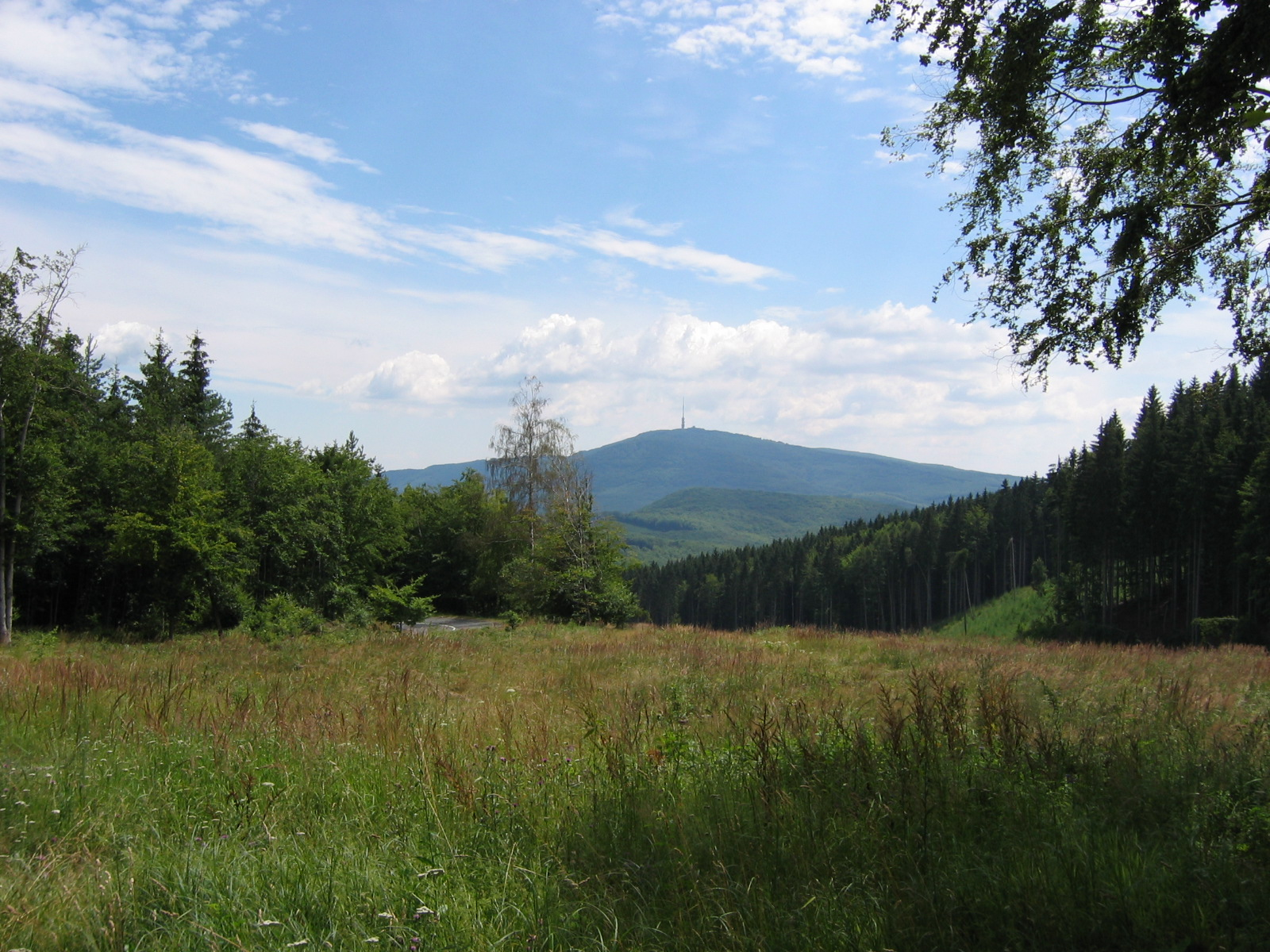
El pico más alto, el Kékes